# Amalia av Solms-Braunfels
Amalia av Solms-Braunfels, född 31 augusti 1602 på Schloss Braunfels i Braunfels, död 8 september 1675 i Haag, var furstinna av Oranien. Han gifte sig 1625 med prins Fredrik Henrik av Oranien och var förmyndarregent för sin son Vilhelm II av Oranien 1650–1672. Hon var dotter till Johann Albrecht I av Solms-Braunfels och Agnes av Sayn-Wittgenstein.

## Biografi

### Tidigt liv
Amalias far var rådgivare åt Fredrik V av Pfalz, den så kallade "vinterkungen" av Böhmen, och familjen ingick i dennes hov i Prag 1619 och från 1621 i Haag; Amalia var hovfröken åt Elizabeth Stuart. 

### Furstinna av Oranien
Hon inledde 1622 ett förhållande med Fredrik Henrik av Oranien, som av Moritz av Nassau uppmanades att gifta sig med henne 1625. För att stärka relationerna med Europas monarkier bildade maken ett hov enligt kunglig modell, som Amalia organiserade enligt mönster från hovet i Böhmen. 
Amalia var en ivrig samlare av orientaliskt porslin, föremål av lack och pärlor, elfenben och ädelstenar, och delade makens passion för konst och samling av målningar. Hon hade en till synes lycklig relation med maken. Amalia arrangerade dynastiska äktenskap för sina barn. 
Hon utövade inflytande över politiken, initialt som Fredriks rådgivare, och efter år 1640 öppet, sedan maken drabbats av sjukdom; hon mottog uppvaktning av diplomater och utländska sändebud, och hennes inflytande anses ha bidragit till inledningen av de fredssamtal som avslutades med westfaliska freden 1648. För hennes insatser belönades hon med slottet Turnhout.

### Förmyndarregering
Vid sonens död 1650 blev hon ledamot i förmyndarrådet för sonsonen gemensamt med svärdottern och kurfursten av Brandenburg. Som regent försvarade hon energiskt Huset Oraniens intressen med en monarki som mål.